# 郑俨
鄭儼（5世纪—528年），字季然。滎陽郡开封县（今河南省开封市祥符区）人，出自荥阳郑氏北祖第三房，北魏灵太后胡氏的寵臣。

## 生平
鄭儼容貌壮丽。在胡国珍属下为司徒行参軍，灵太后让他入宮中，官至員外散騎侍郎、直後。520年（正光元年），元叉、劉騰幽禁灵太后。524年（正光五年），蕭宝寅西征，鄭儼从軍为開府属。525年（孝昌元年），灵太后夺回权力，鄭儼请求回到洛陽为官，灵太后再次重用鄭儼，任命他为諫議大夫、中書舍人，兼嘗食典御。鄭儼昼夜在禁中，深受灵太后寵愛。鄭儼和徐紇有智谋，協力城陽王元徽，操纵北魏政权。升任通直散騎侍郎、散騎常侍、平東将軍，转任武衛将軍、華林都将、右衛将軍、散騎常侍，官至中軍将軍、中書令，受号車騎将軍。528年（武泰元年），魏孝明帝讨厌他，突然暴卒，北魏朝野认为这是鄭儼的暗殺计划。大都督尔朱荣以讨鄭儼、徐紇为辞，举兵向洛阳。尔朱荣逼近洛陽，鄭儼逃回滎陽。鄭儼和堂兄郑仲明想在滎陽郡起兵，結果被部下殺害，首級送到洛陽。其子鄭文宽，随魏孝武帝入关中，在西魏去世。

## 延伸阅读
[在维基数据编辑]
 《魏書·卷93》，出自魏收《魏书》
 《北史·卷092》，出自李延壽《北史》